# Durex
Durex је бренд кондома и лубриканата у власништву британског предузећа Reckitt. Развијен 1915. године у Лондону, све до 1929. носио је назив London Rubber Company, након чега је име промењено у Durex (енгл. Durability, reliability, and excellence — „трајност, поузданост и изврсност”).
Један је од најпродаванијих брендова кондома широм света, са 30% глобалног тржишта. Године 2006. Durex је био други најпродаванији бренд кондома у САД, иза бренда Trojan.